# Stazione di Rothenburg Station
La stazione di Rothenburg Station (fino a dicembre 2022, Rothenburg) è una stazione ferroviaria della linea Olten-Lucerna, a servizio del comune di Rothenburg.

## Storia
Fin dall'apertura la fermata ebbe la denominazione di Rothenburg. A partire dall'11 dicembre 2022, l'autorità dei trasporti di Lucerna (in tedesco Verkehrsverbund Luzern, VVL) decise di modificare il nome dell'impianto in Rothenburg Station.

## Strutture e impianti

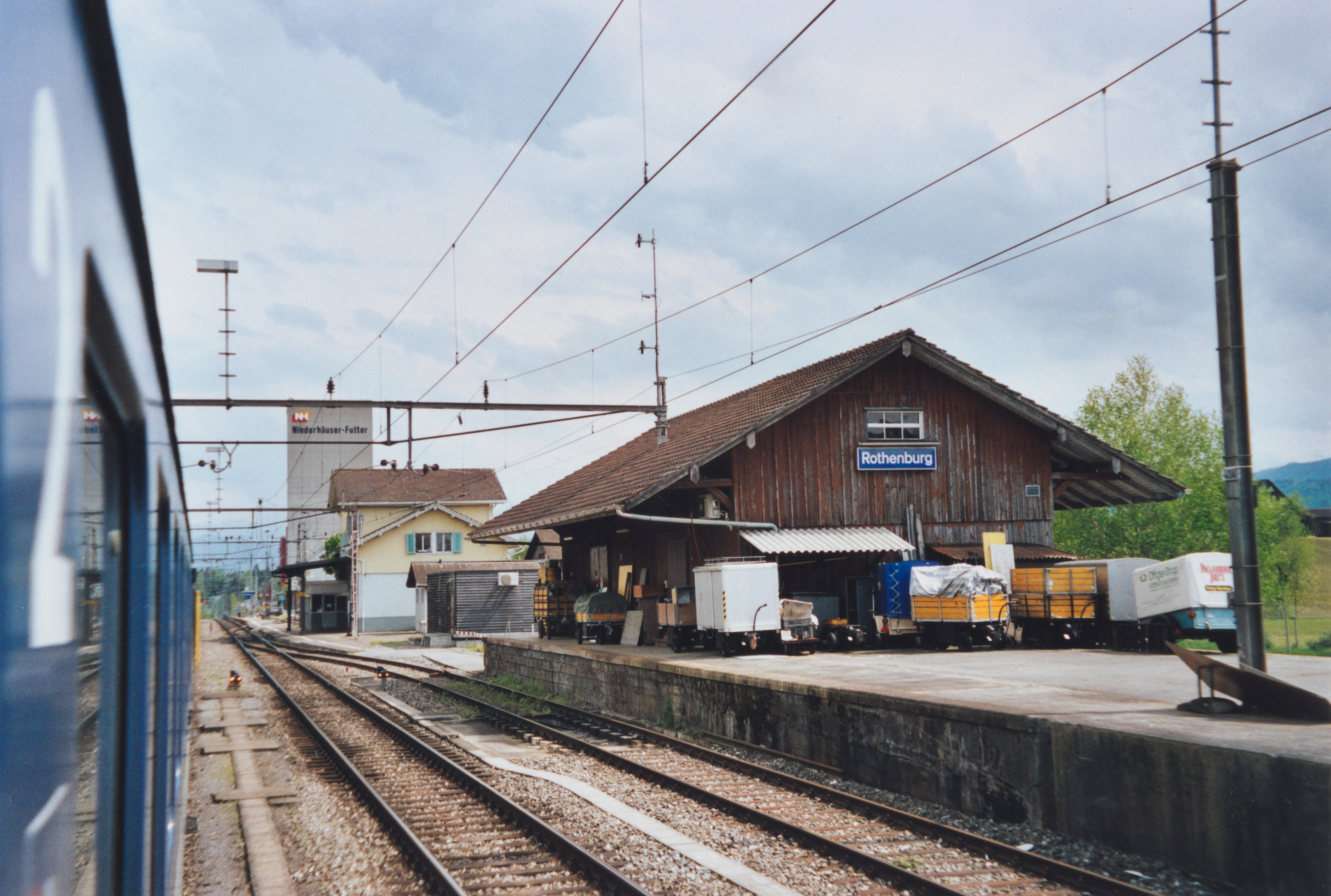
Il magazzino merci

Il fabbricato viaggiatori è una costruzione in muratura a due livelli e a pianta rettangolare.
Il piazzale è dotato di quattro binari in asse al fabbricato viaggiatori. I due di corsa della linea ferroviaria e un altro di raddoppio sono adibiti al servizio passeggeri e serviti da due banchine con accesso a raso. Il quarto binario è tronco e utilizzato per la composizione dei treni merci.
La stazione è dotata di uno scalo merci costituita da un magazzino in legno, servito da un altro binario tronco che affianca il binario dispari della linea ferroviaria, e da un piano caricatore. Il binario pari è affiancato da un altro fascio, sempre adibito al trasporto di merci e composto da tre tronchini, che si raccorda al quarto binario della stazione.
L'impianto è infine raccordato, lato Sempach, ai diversi impianti industriali di Rothenburg.

## Movimento

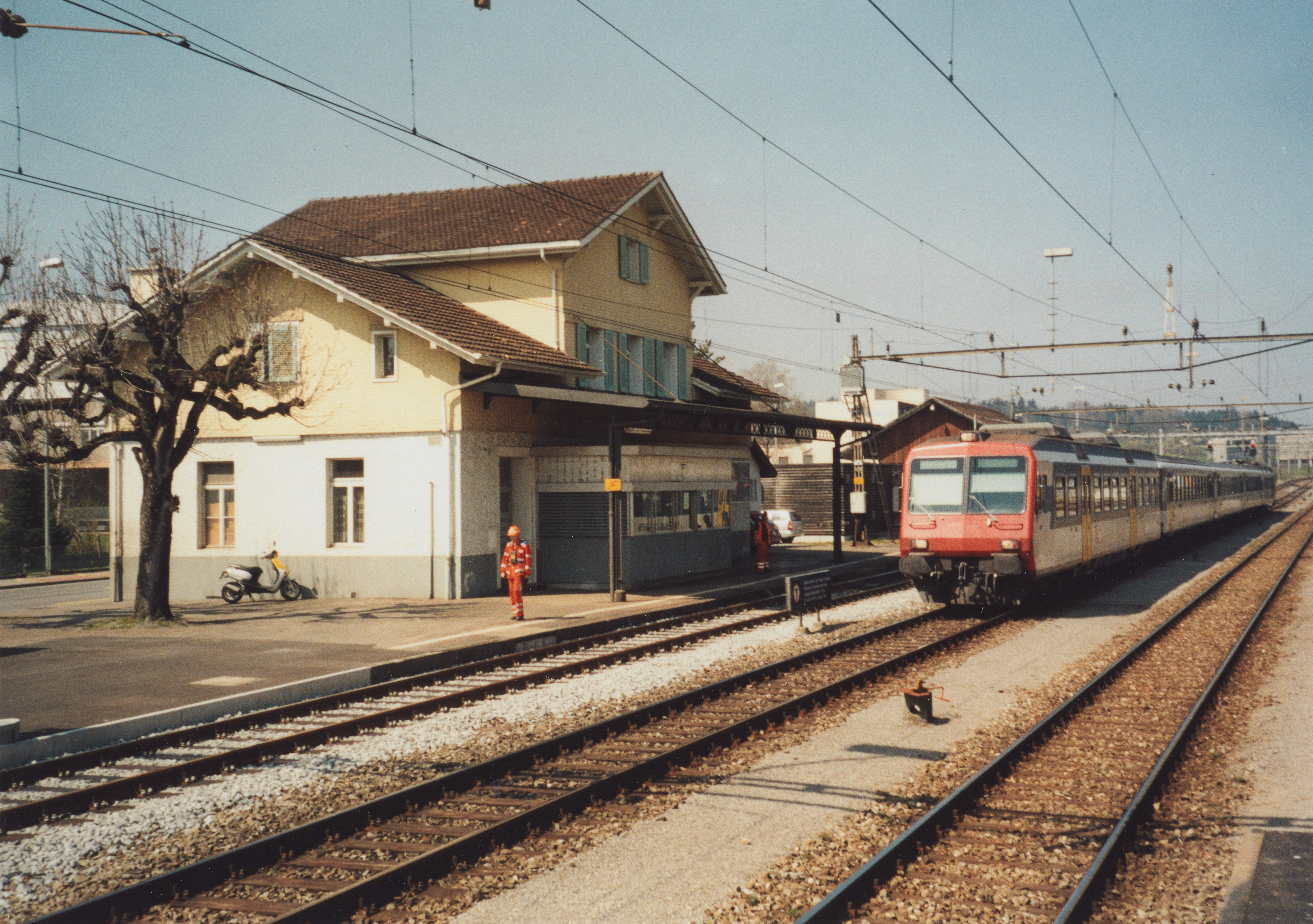
Treno Regionale SBB in sosta sul secondo binario della stazione

La stazione è servita dai treni surburbani della linea S1 (Baar-Lucerna-Sursee) della rete celere di Lucerna e dai RegioExpress della linea 24 Olten-Lucerna.

## Servizi
- Biglietteria automatica
- Sala d'attesa

## Interscambi
- Autobus extraurbani